# Forte Bank
Die AO Forte Bank (bis 2015 Alliance Bank/Альянс Банк) ist ein kasachisches Kreditinstitut mit Sitz in Astana und gehört zu den größten Banken Kasachstans. Sie hat circa 3.500 Mitarbeiter und verfügt über mehr als 130 Filialen in Kasachstan.

## Geschichte
1993 wurde die Irtyshbusinessbank als Vorgängerin der heutigen Alliance Bank gegründet. Am 13. Juli 1999 fusionierte die Irtyshbusinessbank mit der Semipalatinsk City Joint Stock Bank. Im Sommer 2001 wurde die Firma der Bank in den heutigen Namen Alliance Bank geändert. An der kasachischen Börse gab die Alliance Bank im November 2002 die ersten Aktien aus. Außerdem wurde der Hauptsitz nach Almaty verlegt.
Bereits 2006 war die Bank eines der größten Kreditinstitute des Landes und größter Kreditgeber für Privatpersonen. Im folgenden Jahr wurde eine Kooperation mit der VISA International Service Association beschlossen.
Aufgrund der weltweiten Finanzkrise geriet auch die Alliance Bank in Zahlungsschwierigkeiten und musste durch die kasachische Regierung gestützt werden. Das staatliche Unternehmen Samruk-Kazyna erwarb 2009 schließlich 100 Prozent der Aktien und vereinbarte eine Umstrukturierung der Alliance Bank. Die Bilanzsumme sank von 758 Milliarden Tenge 2008 auf 419 Milliarden Tenge im Geschäftsjahr 2009.
Die Umstrukturierung und die Sanierung der Bank, die Schulden in Höhe von insgesamt 4,6 Milliarden US-Dollar angehäuft hatte, konnten im März 2010 abgeschlossen werden. Samruk-Kazyna hielt zu dieser Zeit nur noch 67 Prozent der Aktien.
Am 1. Januar 2015 gab die Bank die Fusion mit der ABC Bank und der Temirbank bekannt. Dabei wurde die beiden Banken in die Alliance Bank integriert. Am 10. Februar 2015 wurde die Bank in Forte Bank umbenannt. Im Dezember 2016 wurde die Fusion abgeschlossen und die ABC Bank und Temirbank stellten am 5. Dezember offiziell ihre Geschäfte ein.